# Liste der Kulturdenkmale in Kelmis
In der Liste der Kulturdenkmale in Kelmis sind alle geschützten Objekte der belgischen Gemeinde Kelmis aufgelistet.

## Liste
| Bild           | Bezeichnung                                                 | Lage                                           | Datierung                 | Beschreibung                      | ID    |
| -------------- | ----------------------------------------------------------- | ---------------------------------------------- | ------------------------- | --------------------------------- | ----- |
| Weitere Bilder | Eyneburg                                                    | Hergenrath, Emmaburger Weg 24–26 (Karte)       | 13. Jahrhundert           |                                   | 31254 |
| Weitere Bilder | Lontzener Bachtal/Hohnbachtal                               | Hergenrath (Karte)                             |                           |                                   | 31056 |
| Weitere Bilder | Hof Hirtz                                                   | Neu-Moresnet, Lütticher Straße 323–325 (Karte) | 17. Jahrhundert           |                                   | 31256 |
| Weitere Bilder | Arbeiterhaus                                                | Kelmis, Bauweg 51 (Karte)                      | 18./19. Jahrhundert       |                                   | 31257 |
| Weitere Bilder | Kapelle St. Rochus                                          | Neu-Moresnet, Schnellenberg (Karte)            | 1686                      |                                   | 31424 |
| Weitere Bilder | Casinoweiher und die Halden                                 | Kelmis (Karte)                                 | 19. Jahrhundert           |                                   | 32236 |
| Weitere Bilder | „Häuser Penning“                                            | Neu-Moresnet, Lütticher Straße 241–243 (Karte) | 2. Hälfte 18. Jahrhundert |                                   | 31426 |
| Weitere Bilder | Ehemaliges Direktionsgebäude Vieille-Montagne               | Neu-Moresnet, Lütticher Straße 280/288 (Karte) | 1910                      | seit 2018 Museum Vieille Montagne | 40373 |
| Weitere Bilder | Evangelische Kirche St. Johannes mit Pfarrhaus und Friedhof | Neu-Moresnet, Hasardstraße (Karte)             | 1856/1857                 | Architekt: Classen                | 31425 |